# Jelena Posevina
Jelena Aleksandrovna Posevina (ryska: Елена Александровна Посевина), född den 13 februari 1986 i Tula, Ryska SFSR (nu Ryssland), Sovjetunionen, är en rysk gymnast.
Hon tog OS-guld i rytmisk gymnastik för trupper i samband med de olympiska gymnastiktävlingarna 2004 i Aten och OS-guld igen i rytmisk gymnastik för trupper i samband med de olympiska gymnastiktävlingarna 2008 i Peking.